# 25717 Ritikmal
25717 Ritikmal è un asteroide della fascia principale. Scoperto nel 2000, presenta un'orbita caratterizzata da un semiasse maggiore pari a 2,2676611 UA e da un'eccentricità di 0,0815615, inclinata di 7,59402° rispetto all'eclittica.